# Бразилска свемирска агенција
Бразилска Свемирска Агенција (АСБ) (порт. Agência Espacial Brasileira (AEB)) је цивилна власт у Бразилу која је задужена за спровођење свемирског програма Бразила. Агенција користи полигон за лансирање у Алкантари. Локација је веома близу екватора што омогучује ефикасније коришћење ракета носача.
Бразилска Свемирска Агенција је наследила Бразилски свемирски програм, који је почео као војни програм, али је касније због притиска САД пребачен у цивилну надлежност 10. фебруара 1994. године.